# 6 AM
6 AM är en svensk popduo bestående av Alex Falk (Idol 2004) och Martin Strand.
Deras första singel, "I'm Gay", en duett med Cissi Ramsby (Idol 2006), utsågs till den officiella Pride-låten 2007 och nådde Hitlistans förstaplats sommaren 2007. De har även (förutom på Stockholm Pride) framfört låten på TV4:s "Sommarkrysset".

## Diskografi
Singlar
- 2007 – "I'm Gay" (#1 på Sverigetopplistan)